# Steins;Gate: Fuka Ryōiki no Déjà vu
Steins;Gate: Fuka Ryōiki no Déjà vu (jap. 劇場版 シュタインズ・ゲート負荷領域のデジャヴ Gekijōban Shutainzu Gēto: Fuka Ryōiki no Dejavu) – japoński film animowany, powstały na podstawie anime Steins;Gate, wyprodukowany przez studio White Fox. Reżyserią zajął się Kanji Wakabayashi, scenariusz napisał Jukki Hanada, natomiast Kyūta Sakai odpowiadał za projektowanie postaci. Film miał premierę w ponad 30 japońskich teatrach 20 kwietnia 2013 roku. 13 grudnia 2013 roku ukazał się na Blu-ray i DVD.

## Opis fabuły
Akcja filmu ma miejsce w 2011 roku, czyli rok po wydarzeniach z anime. Kurisu, po pobycie w Stanach Zjednoczonych, powraca do Japonii, by spotkać się z przyjaciółmi z laboratorium w Akihabarze. Po jej powrocie Rintarō Okabe zaczyna odczuwać skutki uboczne licznych podróży w czasie i przeskakuje pomiędzy liniami równoległych światów. Kurisu, jako jedyna spośród zespołu laboratoryjnego, posiada wspomnienia o jego istnieniu w postaci déjà vu.

## Obsada
Lista dubbingowanych postaci:
- Mamoru Miyano – Rintarō „Okarin” Okabe vel. Kyōma Hōōin (jap. 鳳凰院凶真 Hōōin Kyōma)
- Asami Imai – Kurisu „Christina” Makise vel. Asystentka (jap. 助手 Joshu)
- Kana Hanazawa – Mayuri „Mayushii” Shiina
- Tomokazu Seki – Itaru „Daru” Hashida
- Yū Kobayashi – Ruka „Rukako” Urushibara
- Saori Gotō – Moeka Kiryū vel. Lśniący palec (jap. シャイニング・フィンガー Shainingu Fingā)
- Yukari Tamura – Suzuha Amane vel. Niepełnoetatowy żołnierz (jap. バイト戦士 Baito senshi)
- Haruko Momoi – Rumiho Akiha vel. Faris Nyannyan (jap. フェイリス・ニャンニャン Feirisu Nyannyan)
- Masaki Terasoma – Yūgo Tennōji vel. Pan Braun (jap. ミスターブラウン Misutā Buraun)

## Odbiór
W 2013 roku Steins;Gate: Fuka Ryōiki no Déjà vu zwyciężył w kategorii „najlepszy film” miesięcznika Newtype. Recenzenci polskojęzycznego serwisu tanuki.pl wystawili filmowi ocenę 8/10. Redakcja oceniła produkcję na 7/10. Przy wydaniu filmu na Blu-ray i DVD, magazyn Famitsu ogłosił, że film zarobił łącznie ponad 550 milionów jenów (ponad 5,5 miliona dolarów).